# Molotra molotra
Espèce
Molotra molotra est une espèce d'araignées aranéomorphes de la famille des Oonopidae.

## Distribution
Cette espèce est endémique de l'Analamanga à Madagascar,. Elle se rencontre à Andranomay à 1 300 m d'altitude.

## Description
Le mâle holotype mesure 2,05 mm et la femelle paratype 2,20 mm.

## Publication originale
- Ubick & Griswold, 2011 : The Malagasy goblin spiders of the new genus Molotra (Araneae, Oonopidae). American Museum Novitates, no 3729, p. 1-69 (texte intégral).